# 1939年埃尔津詹地震
1939年埃尔津詹地震為1939年12月27日清晨1點57分23秒（當地時間）發生在土耳其東部埃尔津詹省的強烈地震，震级为MW 7.8级，震源深度为20千米，最大烈度為XII（12）度，與2023年加濟安泰普地震並列為土耳其有歷史紀錄以來規模次大的地震（僅次於1668年北安那托利亞地震），為北安那托利亞斷層錯動造成。此次地震為20世紀土耳其死傷最慘重的天災，共有32,968人罹難，約10萬人受傷，超過11萬棟房屋嚴重受損，促使土耳其政府推動建築防震的法規。
此次地震搖晃了約52秒，並引發黑海高1-3公尺的海嘯。地震爆發當下死亡人數統計約為8,000人，隔天即上升至2萬人，且時值攝氏-30度的嚴寒，截至隔年1月5日，近33,000人因地震與隨之而來的暴風雪和洪水而罹難。